# Iastes
Els iastes (en llatí: iastae, en grec antic Ἰᾶσται) eren una tribu dels escites esmentada per Claudi Ptolemeu. Diu que vivien a la rodalia del riu Iastos, que es va identificar amb el Kizil-Deria, un riu que ja no existeix perquè va quedar sec i cobert per les arenes.